# Houville-en-Vexin

Houville-en-Vexin este o comună în departamentul Eure, Franța. În 1 ianuarie 2022 avea o populație de 234 de locuitori.